# Wiedenhof (Dorp)
Wiedenhof war eine Ortslage in der bergischen Großstadt Solingen. Der namensgebende Hof war seit dem Spätmittelalter ein kirchlicher Pfarrhof. Im 19. Jahrhundert gehörte der Ort zur Bürgermeisterei Dorp. Heute befindet sich an seiner Stelle der Park&Ride-Parkplatz des Bahnhofes Solingen Mitte.

## Lage und Beschreibung
Wiedenhof befand sich südlich der Solinger Innenstadt östlich des Südparks am ehemaligen Hauptbahnhof. Der Ort lag unmittelbar südlich der Bahnstrecke Solingen–Remscheid, westlich der Brühler Straße sowie nördlich der Lüneschloßstraße an der Stelle, an der sich heute ein Pendlerparkplatz befindet. Die Ländereien des Hofes erstreckten sich auf den Bereich des späteren Güterbahnhofes am Solinger Hauptbahnhof. Südlich von Wiedenhof befindet sich die Kleingartenanlage Gabelsbergerstraße, im Südwesten befindet sich das J. A. Henckels Zwillingswerk.
Benachbarte Orte sind bzw. waren (von Nord nach West): Solingen, Werwolf, II. Feld, Kirberg, Böckerhof, Irlen, Untenweeg, Grünewald, Kirschbaumer Hof und Dickenbusch.

## Etymologie
Der Ortsname Wiedenhof leitet sich von Wittum ab, also der Brautgabe und Widmung für die Kirche (wideme). Einen Wiedenhof gab es unter anderem auch in Solingen-Wald, siehe dazu Wiedenhof (Wald).

## Geschichte
Wiedenhof wird erstmals im Jahre 1401 als wedoinhoff urkundlich erwähnt. Er gehörte zur Villikation des Solinger Fronhofes, der 1363 von der Abtei Altenberg erworben wurde. Im Zehntverzeichnis der Abtei von 1488 finder der Wiedenhof darum ebenso Erwähnung.:1 Im Jahre 1598 gehörten zum Wiedenhof 48 Morgen Ackerland, 4 Morgen Benden (Feuchtwiesen), 25 Morgen Busch sowie die Fischereirechte an der Wupper, die ab 1598 an den Inhaber der Papiermühle verpachtet waren.:2 In dem Kartenwerk Topographia Ducatus Montani von Erich Philipp Ploennies, Blatt Amt Solingen, aus dem Jahre 1715 ist der Ort hingegen nicht verzeichnet. Die Topographische Aufnahme der Rheinlande von 1824 verzeichnet den Ort als Wiedenhof, ebenso wie die Preußische Uraufnahme von 1844. In der Topographischen Karte des Regierungsbezirks Düsseldorf von 1871 ist der Ort nur unbenannt verzeichnet.
Nach Gründung der Mairien und späteren Bürgermeistereien Anfang des 19. Jahrhunderts gehörte Wiedenhof zur Bürgermeisterei Dorp, die 1856 das Stadtrecht erhielt, und lag dort in der Flur IX. Weeg. Die Bürgermeisterei beziehungsweise Stadt Dorp wurde nach Beschluss der Dorper Stadtverordneten zum 1. Januar 1889 mit der Stadt Solingen vereinigt. Damit wurde Wiedenhof ein Ortsteil Solingens. Bereits vor der Eingemeindung des Ortes ging er in dem sich entwickelnden Wohn- und Geschäftsviertel auf, das sich in den 1880er Jahren an der Dorper Stadtgrenze zu Solingen bildete. Im Jahr 1890 wurde am Ort vorbei die Bahnstrecke trassiert und unmittelbar westlich der Bahnhof Solingen Süd eröffnet, der spätere Solinger Hauptbahnhof (bis 2006). Die Gleisanlagen sowie der Güterbahnhof am späteren Hauptbahnhof erstreckten sich dabei zu großen Teilen über die ehemaligen Ländereien des WIedenhofs.
Die Verbindungsstraße zwischen Gas- und Rathausstraße erhielt noch zu Dorper Zeiten (1882) den von dem Ort abgeleiteten Namen Wiedenhofstraße. Dieser wurde im Jahre 1935 aufgrund der Dopplung mit dem Walder Straßennamen in Lüneschloßstraße geändert, nach dem reformierten Pfarrer Johannes Lüneschloss, der den Wiedenhof während des Dreißigjährigen Kriegs verwaltete. Noch unmittelbar nach dem Zweiten Weltkrieg ist die Ortsbezeichnung Wiedenhof im Solinger Stadtplan gebräuchlich, so ist sie etwa 1948 noch aufgeführt. Danach verschwand der Name von den Kartenwerken und ist heute nicht mehr gebräuchlich. Die Gebäude des Wiedenhofs wurden bereits früh niedergelegt, die Feldflur des Hofes wurde später durch den 2006 eingeweihten Parkplatz am neu eröffneten Bahnhof Solingen Mitte überbaut.